# Erich Brandenberger

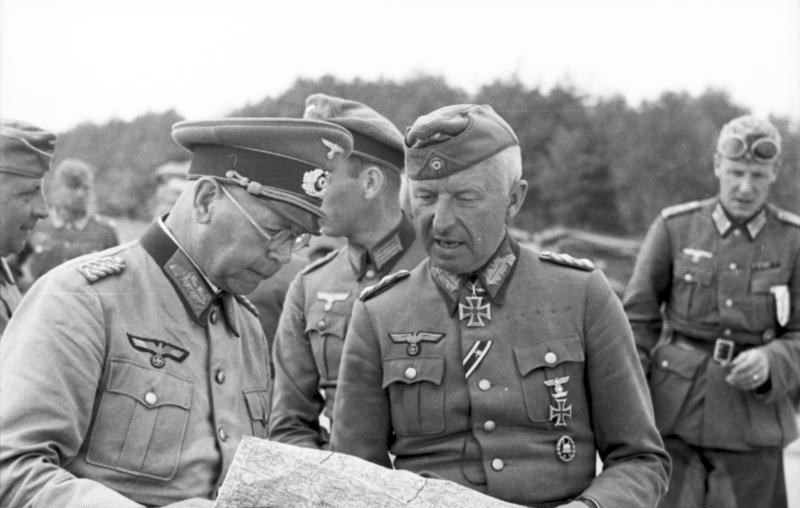
Brandenberger (links) mit Erich von Manstein in der Sowjetunion (Juni 1941)

Erich Brandenberger (* 15. Juli 1892 in Augsburg; † 21. Juni 1955 in Bonn) war ein deutscher General der Panzertruppe im Zweiten Weltkrieg.

## Leben
Brandenberger trat am 1. August 1911 als Fahnenjunker in das 6. Feldartillerie-Regiment „Prinz Ferdinand von Bourbon, Herzog von Calabrien“ der Bayerischen Armee ein und wurde am 7. März 1912 zum Fähnrich ernannt. Von Oktober 1912 bis September 1913 erfolgte seine Kommandierung an die Kriegsschule nach München und am 25. Oktober 1913 seine Beförderung zum Leutnant.
Mit Ausbruch des Ersten Weltkriegs kam Brandenberger an die Westfront und wurde am 28. Dezember 1914 zum Adjutanten im II. Bataillon seines Regiments ernannt. Von Juni 1916 bis Januar 1917 war er mit besonderem Auftrag zum Großen Generalstab kommandiert und wurde am 17. Januar 1917 zum Oberleutnant befördert. Nach seiner Rückkehr erfolgte seine Verwendung als Regimentsadjutant. Ende Dezember 1917 wurde er Batterieführer, verblieb in dieser Dienststellung bis über das Kriegsende hinaus und wurde anschließend in die Reichswehr übernommen.
Zu Beginn des Zweiten Weltkriegs war Brandenberger Generalstabschef der Grenztruppen Eifel, wurde ab 16. September in gleicher Funktion beim XXIII. Armeekorps verwendet und am 1. August 1940 zum Generalmajor befördert. Als solcher übernahm er am 20. Februar 1941 die 8. Panzer-Division und wurde am 1. August 1942 Generalleutnant. Im Januar 1943 erfolgte seine Ablösung und kurzzeitige Versetzung in die Führerreserve, bevor man ihm am 21. März 1943 mit der Führung des XXIX. Armeekorps beauftragte und ihn am 1. August 1943 zum Kommandierenden General ernannte sowie zum General der Panzertruppe beförderte.
Vom 3. September 1944 bis 21. Februar 1945 war er der Oberbefehlshaber der 7. Armee an der Westfront während der Ardennenoffensive. In der Endphase des Zweiten Weltkriegs gab er am 27. Januar 1945 den Durchhaltebefehl: „Kameraden, die große Bewährungsstunde des Volkes hat begonnen. [...] Hart sein und glauben!“
Er wurde bis 26. März 1945 ein weiteres Mal in die Führerreserve versetzt und anschließend mit der Führung der 19. Armee beauftragt. Brandenberger kapitulierte am 5. Mai 1945 in Innsbruck für die 19. Armee gegenüber dem Kommandierenden General des V. US-Korps Edward H. Brooks,   und kam in US-amerikanische Kriegsgefangenschaft, aus der er 1948 entlassen wurde. 
Während seiner Kriegsgefangenschaft wirkte er im Rahmen der deutschen Abteilung der kriegsgeschichtlichen Forschungsgruppe der United States Army, der Operational History (German) Section der „Historical Division“, an der Ausarbeitung von Studien zum Zweiten Weltkrieg mit. Insgesamt entstanden zehn Manuskripte im Rahmen der Foreign Military Studies. Er leitete weiterhin Beiträge zu Schriften von Kurt Brandstädter in der gleichen Reihe.
Brandenberger verstarb am 21. Juni 1955 in Bonn.

## Schriften
- Ardennes Offensive of Seventh Army (16 Dec. 1944 – 25 Jan. 1945) [Foreign Military Studies, A–876][4]
- Nineteenth Army (1 Apr. – 6 May 1945) [Foreign Military Studies, B–745][4]
- Seventh Army (1 – 20 Sep. 1944) [Foreign Military Studies, B–730][4]
- Seventh Army (1 Sep. 1944 – 25 Jan. 1945) [Foreign Military Studies, B–447][4]
- Seventh Army (16 Dec. 1944 – 16 Jan. 1945); Nineteenth Army (28 Mar. – 5 May 1945) [Foreign Military Studies, A–934][4]

## Auszeichnungen
- Eisernes Kreuz (1914) II. und I. Klasse
- Bayerischer Militärverdienstorden IV. Klasse mit Schwertern und Krone
- Verwundetenabzeichen (1918) in Schwarz
- Ritterkreuz des Eisernen Kreuzes mit Eichenlaub[5]
  - Ritterkreuz am 15. Juli 1941
  - Eichenlaub am 12. November 1943 (324. Verleihung)